# Ariel Durant
Ariel Durant, född 1898, död 1981, var en rysk-amerikansk författare. 
En krater på Venus har fått sitt namn efter henne.